# Raihorod, Nemîriv
Raihorod (în ucraineană Райгород) este localitatea de reședință a comunei Raihorod din raionul Nemîriv, regiunea Vinnița, Ucraina.

## Demografie
Componența lingvistică a localității Raihorod
     Ucraineană (97,51%)
     Rusă (1,69%)
Conform recensământului din 2001, majoritatea populației localității Raihorod era vorbitoare de ucraineană (97,51%), existând în minoritate și vorbitori de rusă (1,69%).